# Pseudofistulina radicata
El tenquique u hongo de Guachipilín (Pseudofistulina radicata) es una especie de hongo del género Pseudofistulina nativa de gran parte de América. 
Por lo general crece en las raíces de los árboles de guachipilines, robles, castaños y raíces muertas de angico, el tenquique es comestible.

## Nombres y etimología
En Español tienen los nombres de tenquique usado en El Salvador y Centroamérica se creé que este nombre proviene del Náwat y posiblemente signifique; “excrecencia carnosa”, o también  es llamado hongo de guachipilín este último se ocupa más que todo en México. En algunos idiomas mixtecos el hongo de guachipilín se le conoce como Xi´i tuchi. En Náhuatl se le conoce como Nelwayonanákatl.

## Descripción
La fructificación es anual; verano y otoño (o en temporada de lluvias), y es un esporocarpo compuesto, estipitada, radicada, de consistencia carnosa-coriácea, flexible, con olor y sabor suave cuando esta fresca, y carne blanca y dura;. Receptáculo flahcliforme, algunos con lóbulos, 5 -12 x 5-12 cm.; superficie dorsal plana, diminutamente velutinosa (aterciopelada), café-claro opaco; margen liso, regular a ondulado o con indentaciones; contexto fibroso, blanco a crema pálido, 3 -10 mm de grueso; superficie inferior aparentemente poroide, debido al gran número de esporocarpos individuales íntimamente pegados entre sí, con excepción de aquéllos cerca del estípite en los cuales se nota fácilmente su individualidad; csporocarpos 1-3 mm de largo, blancos, no decurrentes, finamente velutinosos, más o menos 6 por milímetro. Estípite individual, raramente doble, lateral o falsamente excéntrico, radicado, café-claro opaco en la parte aérea v blanco crema en la parte subterránea, diminutamente velutinoso en la parte saliente, 3-15 cm de largo v 0,5-2,5 cm de diámetro.
Sistema hifal monomítico; hifas generativas con scptos simples (sin fíbulas), cristalinas, no amiloides, de diámetro variable. Superficie del receptáculo cubierta de acantófises de paredes gruesas, con espinas redondeadas, 15-60 x 5-9 micras. Contexto dividido en tres capas, la superior e inferior compuestas de hifas compactas que les dan aspecto parenquimatoso, la capa media hasta diez veces más gruesa que las anteriores v compuesta de hifas entrelazadas laxamente; esferocistos presentes en la capa media, de pared gruesa, contenido homogéneo, globosos u obovados, más o menos orientados en filas, 30-70 x 20-25 micras. Esporocarpos tubulares, libres, pendientes, pegados al contexto por una base constricta, cubiertos externamente por acantófises similares a las del receptáculo. Himenio tapizando la parte interna de los esporocarpos, compuestos de basidios v basidiolos; basidios claviformes, con cuatro esterigmas, 10-15 x 4-5.5 micras; basidiosporas cristalinas, suhglobosas, de pared delgada v lisa, apiculadas, no amiloides, 3.5-4 x 2.5-3 micras. Estípite cubierto de acantófises similares a las del receptáculo; el contexto con una capa externa pseudoparenquimatosa v delgada, con una médula de hifas generativas entrelazadas esferocistos como los del contexto del receptáculo.

## Ecología y hábitat natural
Presumiblemente saprobio en árboles muertos y vivos; posiblemente también parásito, que crece a partir de las raíces y tocones de los árboles de guachipilín, roble, castaño y raíces muertas de angico (únicamente registrado en Brasil). Y formando relaciones micorrizas con dichos árboles. Vive en zonas montañas y húmedas.

## Hábitat natural y distribución
Se distribuye desde Estados Unidos hasta Panamá, y también se le puede hallar en Venezuela y Brasil (Sao Paulo), pero también existe la posibilidad de hallarlo en algunas países insulares de la región del mar Caribe.

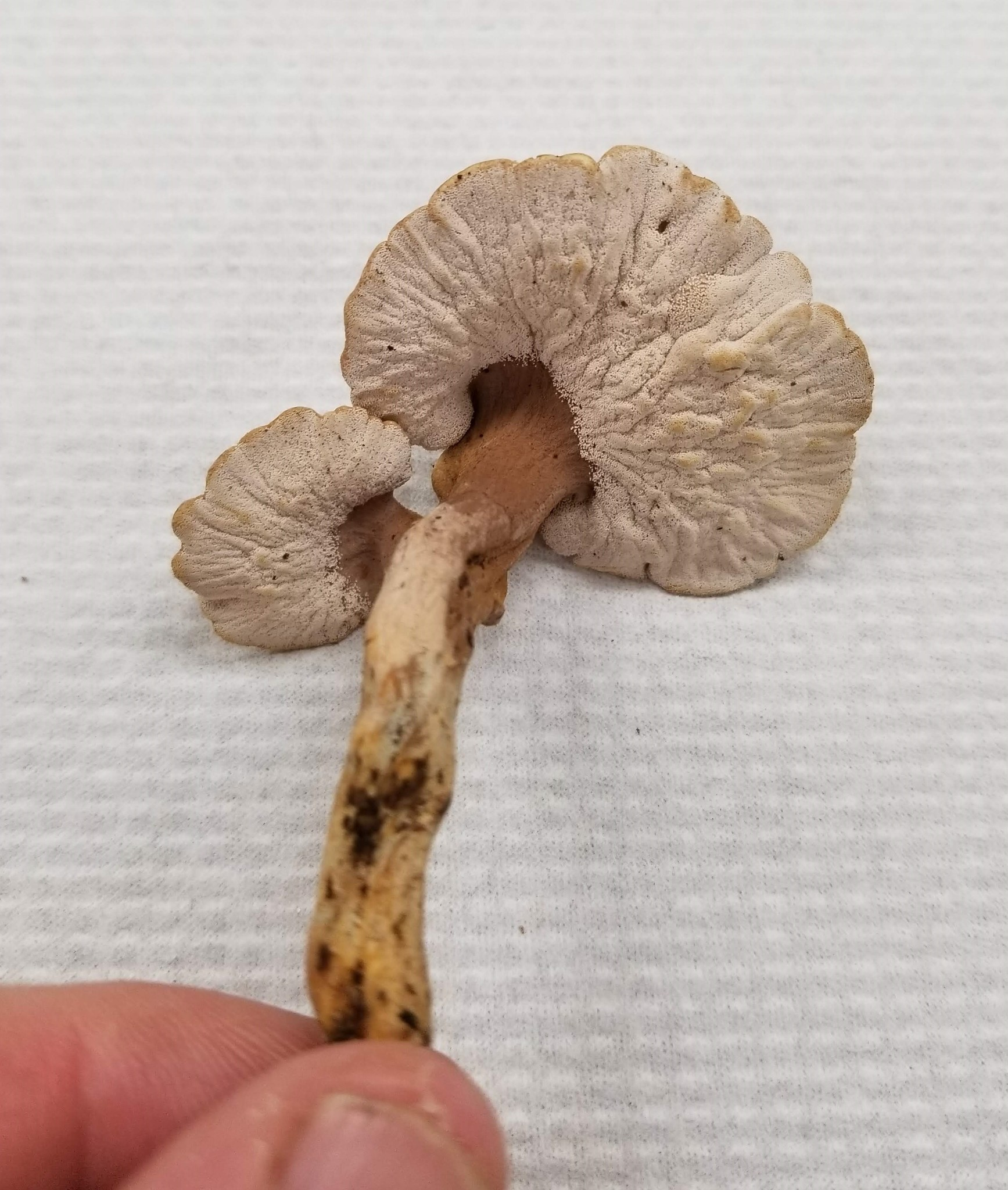
Los tenquiques son utilizados para hacer pizzas y pupusas y salsas.

En El Salvador crece mayormente en la Cordillera del Bálsamo, y la parte zona occidental y centro del país; en los departamentos de Ahuachapán, Sonsonate, Santa Ana, San Salvador, Chalatenango, La Libertad y San Vicente, y en Usulután.Y en Estados Unidos crece normalmente al este del Río Misisipi.

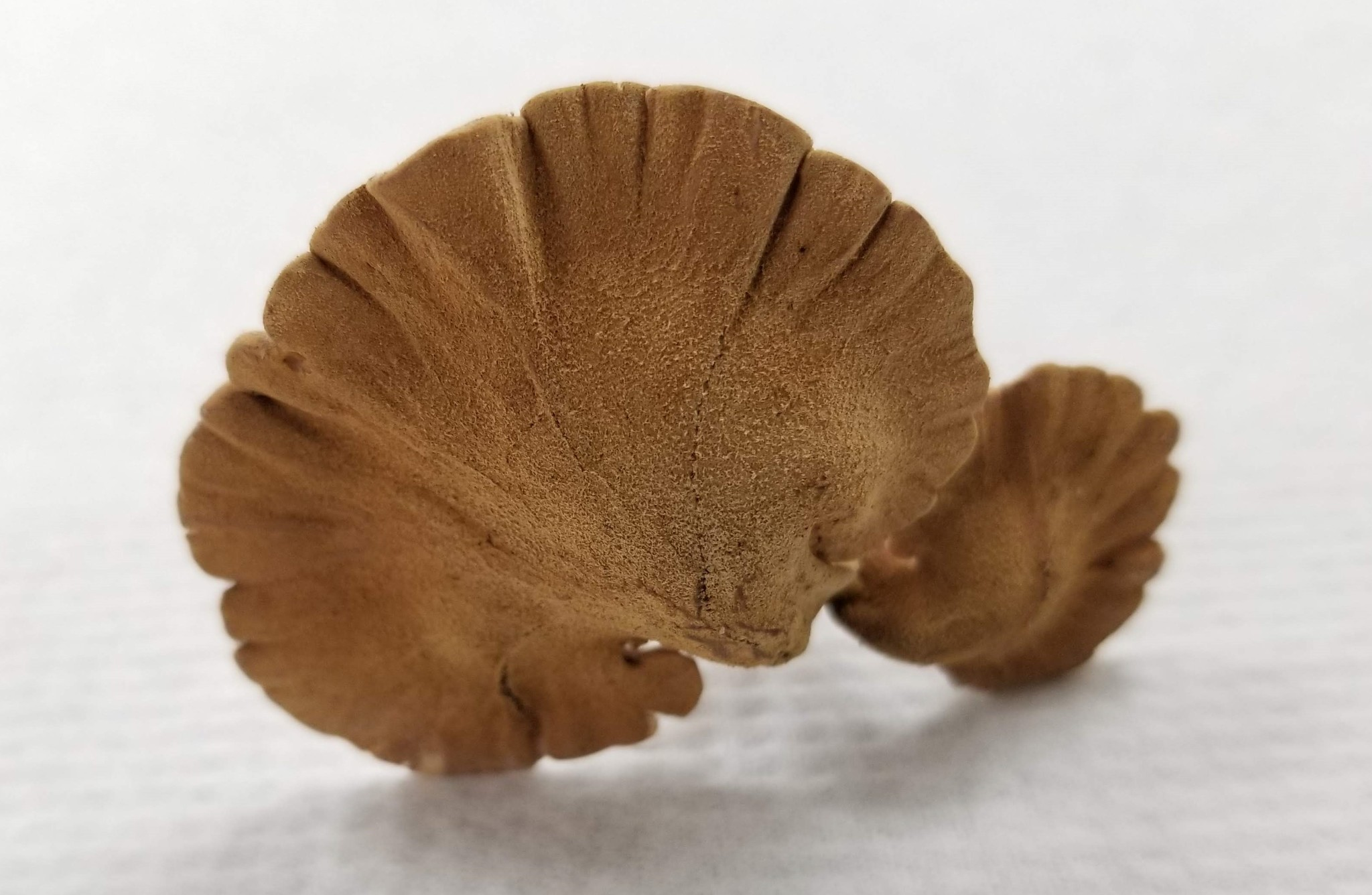
Vista de un tenquique.

## Gastronomía
En El Salvador se utiliza en pizzas, es común ver platos de tenquique en la zona occidental del país, especialmente en los pueblos de las montañas en Ahuachapán, muy apreciado por su sabor y por eso se consume en platillos gourmet, durante la temporada de lluvias.  Se cree que el tenquique ya era utilizado por los pueblos nahuas antes la llegada de los españoles a Centroamérica.